# Alberto Cavero
Alberto Gregorio Cavero (Chilecito, 1924 - La Rioja, 15 de noviembre de 1989) fue un político argentino, que ocupó el cargo de Gobernador de La Rioja tras la renuncia de Carlos Saúl Menem, de quien se desempeñó como vicegobernador, en julio de 1989 hasta su fallecimiento el 15 de noviembre de 1989. En su lugar asumió Agustín Benjamín de la Vega, quien se desempeñaba como Vicepresidente primero de la Cámara de Diputados de aquella provincia.

## Carrera
Era hijo de Alberto Cavero Lea, quien había sido diputado provincial.
Cavero, quien había sido elegido vicegobernador de Carlos Saúl Menem, se desempeñó a cargo del Poder ejecutivo provincial mientras éste se encontraba de campaña para la presidencia de la Nación ejerciendo como gobernador interino.
Durante su gestión se abrió un instituto de profesorados en Chilecito, el cual lleva el nombre de su padre. 
Menem renunció finalmente como gobernador en 1989 para asumir anticipadamente la presidencia de la Nación, y Cavero asume como Gobernador. Al momento de su asunción se encontraba gravemente afectado de su salud a raíz de un accidente mientras viajaba por el departamento Famatina, y fallece al poco tiempo.